# عروسک جنسی

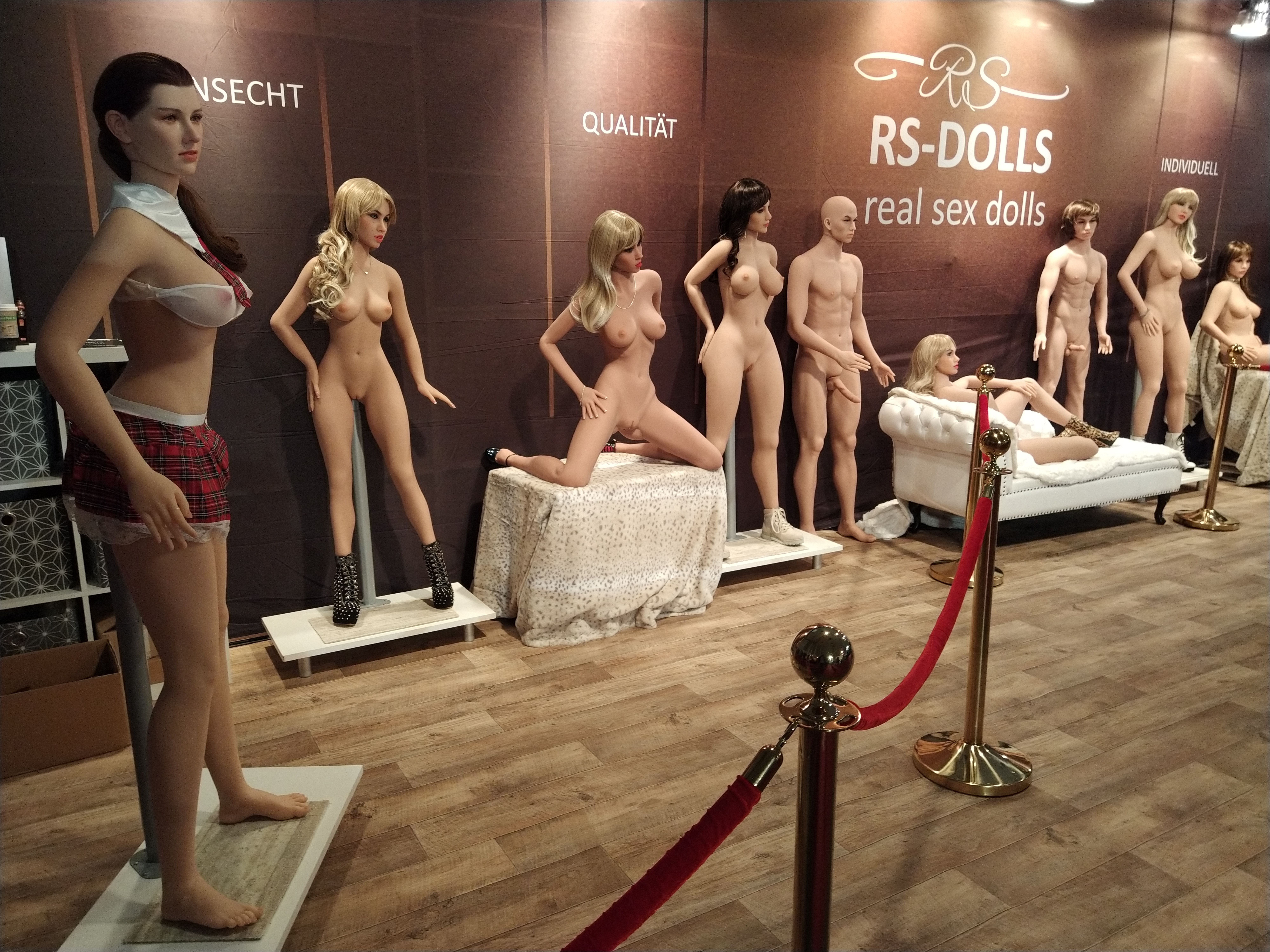
فروشگاه عروسک‌های سکس

عروسک سکس (به انگلیسی: Sex doll) یا عروسک جنسی، یک وسیله جنسی در سایز و اندازه تقریبی یک شریک جنسی است، که به منظور خودارضایی به کار می‌رود. این عروسک می‌تواند شامل یک بدن کامل همراه صورت و بقیه اعضا باشد یا اینکه تنها قسمت‌های لگنی با لوازم جانبی همچون واژن، مقعد و آلت تناسلی را داشته باشد. برخی از قسمت‌های چنین عروسکی دارای حالت ویبره بوده و برخی قابلیت جدا شدن را دارند.

## انواع عروسک سکس
عروسک‌های جنسی ارزان‌قیمت با استفاده از هوا دارای تورم هستند. این عروسک‌ها، که پایین‌ترین قیمت را نشان می‌دهد (کمتر از ۷۵ دلار آمریکا)، معمولاً از وینیل جوش داده شده ساخته شده‌اند و شباهت قابل توجهی با افراد واقعی دارند. آنها واژن یا آلت تناسلی مردانه مصنوعی دارند و معمولاً بی‌ظرافت طراحی شده‌اند، اما به دلیل قیمت مناسب بسیاری از کاربران مایل به نادیده گرفتن کاستی‌های خود هستند. آنها غالباً بعد از چند استفاده در درزها متلاشی می‌شوند، اگرچه معمولاً بسیاری از آنها به‌هیچ‌وجه مورد استفاده قرار نمی‌گیرند. در روسیه برای سال‌ها به عنوان یک سرگرمی در قایق‌سواری رودخانه از عروسک‌های جنسی استفاده می‌شد، اما در سال ۲۰۱۳ این مسابقه به دلایل «سلامتی و ایمنی» لغو شد.
در محدوده قیمت بازار میانه (۱۰۰ تا تقریباً ۱۰۰۰ دلار)، عروسک‌ها از وینیل ضخیم‌تر یا لاتکس سنگین و بدون درز جوش داده شده، یا مخلوط پلی‌اورتان و سیلیکون ساخته می‌شوند، که معمولاً در اطراف هسته فوم سبک قرار دارد. بیشتر آن‌ها را از جنس پلاستیک به سبک مانکن و کلاه گیس سبک، پلاستیک یا چشم شیشه‌ای و گاهی آرایش صورت و گاهی دست و پا به‌طور صحیح قالب‌بندی می‌کنند. برخی عروسک‌های وینیل می‌توانند حاوی نواحی بدن پر از آب مانند سینه یا باسن باشند. عروسک‌های لاتکس در مجارستان، چین و فرانسه ساخته می‌شدند اما اکنون تنها تولیدکننده فرانسوی Domax در حال تولید است.
فرایند تولید باعث می‌شود بیشتر عروسک‌های لاتکس با روکش نازک اکسید که روی پوست را پوشانده است، تحویل داده شوند، که معمولاً با قرار دادن عروسک در زیر دوش، توسط مصرف‌کننده برداشته شده و کنده می‌شود. در غیر این صورت، لاتکس یک ماده طبیعی بی‌اثر و غیر سمّی است. اگرچه درصد کمی از کاربران ممکن است نسبت به لاتکس آلرژی داشته باشند.

## ربات سکس
در ژوئن ۲۰۰۶، هنریک کریستنسن از شبکه تحقیقات رباتیک اروپا به روزنامه ساندی تایمز انگلیس گفت که «در طی پنج سال آینده، افراد می‌توانند با ربات‌های سکس، رابطه برقرار کنند»در سپتامبر ۲۰۱۵، کاتلین ریچاردسون از دانشگاه دی مونت فورت و اریک بیلینگ از دانشگاه اسکوود، در واکنش به توسعه مداوم «ربات‌های سکس» یا «سکس‌بُت‌ها»، کمپینی برای ممنوعیت ساخت ربات‌های سکس انسان‌نما ایجاد کردند. استدلال آنها این بود که چنین دستگاه‌های از نظر اجتماعی مضر و برای زنان و کودکان تحقیرآمیز هستند.